# Contrada della Selva
La Contrada della Selva è una delle diciassette suddivisioni storiche della città toscana di Siena. Prende parte al Palio di Siena.

## Territorio

### Le strade all'epoca del Bando
Il Bando di Violante di Baviera (1730) determina la suddivisione territoriale delle diciassette Contrade di Siena facendo riferimento ai palazzi e ai loro proprietari dell'epoca, basandosi quindi sulle costruzioni più che sulle strade. Esso viene ancora oggi considerato la disposizione di base per determinare gli effettivi confini delle Contrade. Secondo il Bando relativo alla Nuova divisione dei confini delle Contrade, il territorio della Contrada della Selva è delimitato dalle seguenti vie e palazzi:
"Selva. n. 5 - Comprenda il palazzo archiepiscopale, la strada delle Balie e piaggella che porta alla Compagnia di San Girolamo, con ambe le strade dì Valle Piatta, ed occupando la piazza, Pieve e compagnia di San Giovanni Battista col palazzo del Magnifico, prenda la via che conduce alla Costarella abbracciando la chiesa di San Desiderio e piaggia delle Campane a sinistra con tutto quel tratto di strada che porta alla Costarella, e pel chiasso del Bargello a sinistra entri in piazza e di lì a sinistra vada alla Costarella, di dove seguendo pure a sinistra vada per la strada maestra nell'arco di San Pellegrino e prendendo le case da man sinistra, cioè dell'Accademia dei Rozzi, comprenda da quella parte la via di Diacceto e rientri nella piazza di San Giovanni; appartenga ad essa la via della Costaccia da man destra, venendo da Fontebranda."

### Le strade ai nostri giorni

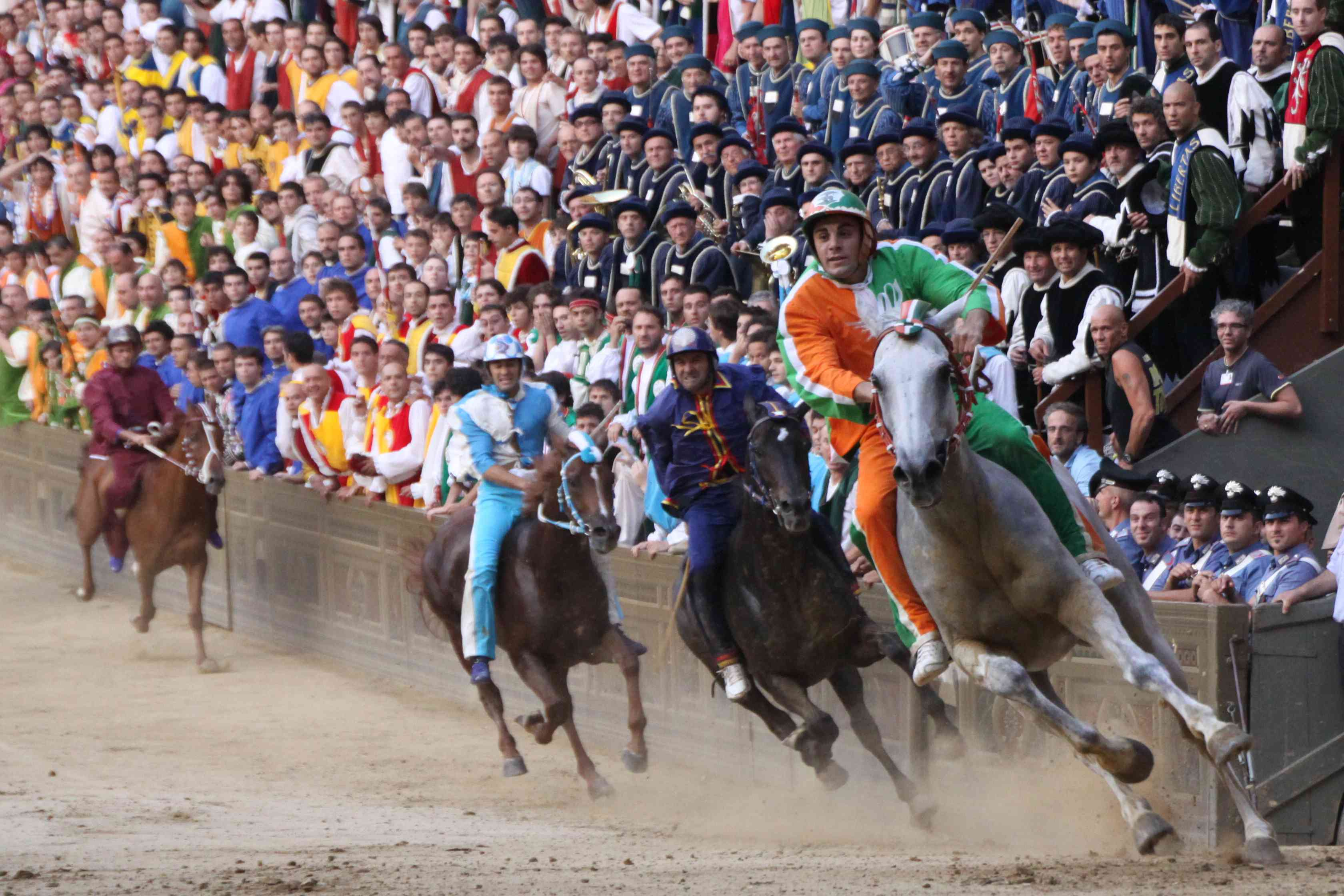
Silvano Mulas detto Voglia vince il Palio del luglio 2010

Le strade che attualmente fanno parte del territorio della Contrada sono le seguenti:
- via Franciosa
- vicolo delle Carrozze
- via di Vallepiatta
- vicolo di Vallepiatta
- via del Costone
- via di Fontebranda (parte)
- via dei Pellegrini
- via di Città (parte)
- via delle Campane (parte)
- via delle Terme (parte)
- piazza dell'Indipendenza (parte)
- via di Diacceto (parte)
- via di Beccheria
- via di Monna Agnese (parte)

- via dei Fusari
- Costarella dei Barbieri (parte)
- piazza San Giovanni
- piazza del Duomo (parte)
- piazzetta di bocco
- piazzetta della Selva
- vicolo di Vallepiatta
- vicolo del Pozzo
- vicolo di San Girolamo
- Chiasso del Bargello (parte)
- Ex macelli

Nel suo territorio si trova parte di quello anticamente incluso nelle Contrada dell'Orso e quello incluso nella Contrada del Gallo, due delle contrade soppresse.
Il rione si trova a ridosso della Piazza del Campo e si estende fino alla valle retrostante il Complesso museale di Santa Maria della Scala. Ciononostante ha mantenuto una struttura poco contaminata dal flusso turistico: le strade sono strette, la densità abitativa è alta e non vi sono molti negozi, se non intorno al Battistero di San Giovanni.

## Storia
La Selva era la contrada dei cacciatori e per questo si trovano nel suo stemma degli attrezzi da caccia.

## La Selva nel Palio
La Selva ha collezionato quaranta vittorie ufficiali. La più recente è quella del 2 luglio 2023 ad opera di Giovanni Atzeni detto Tittìa su Violenta da Clodia.

### Il Palio cruento del 1919

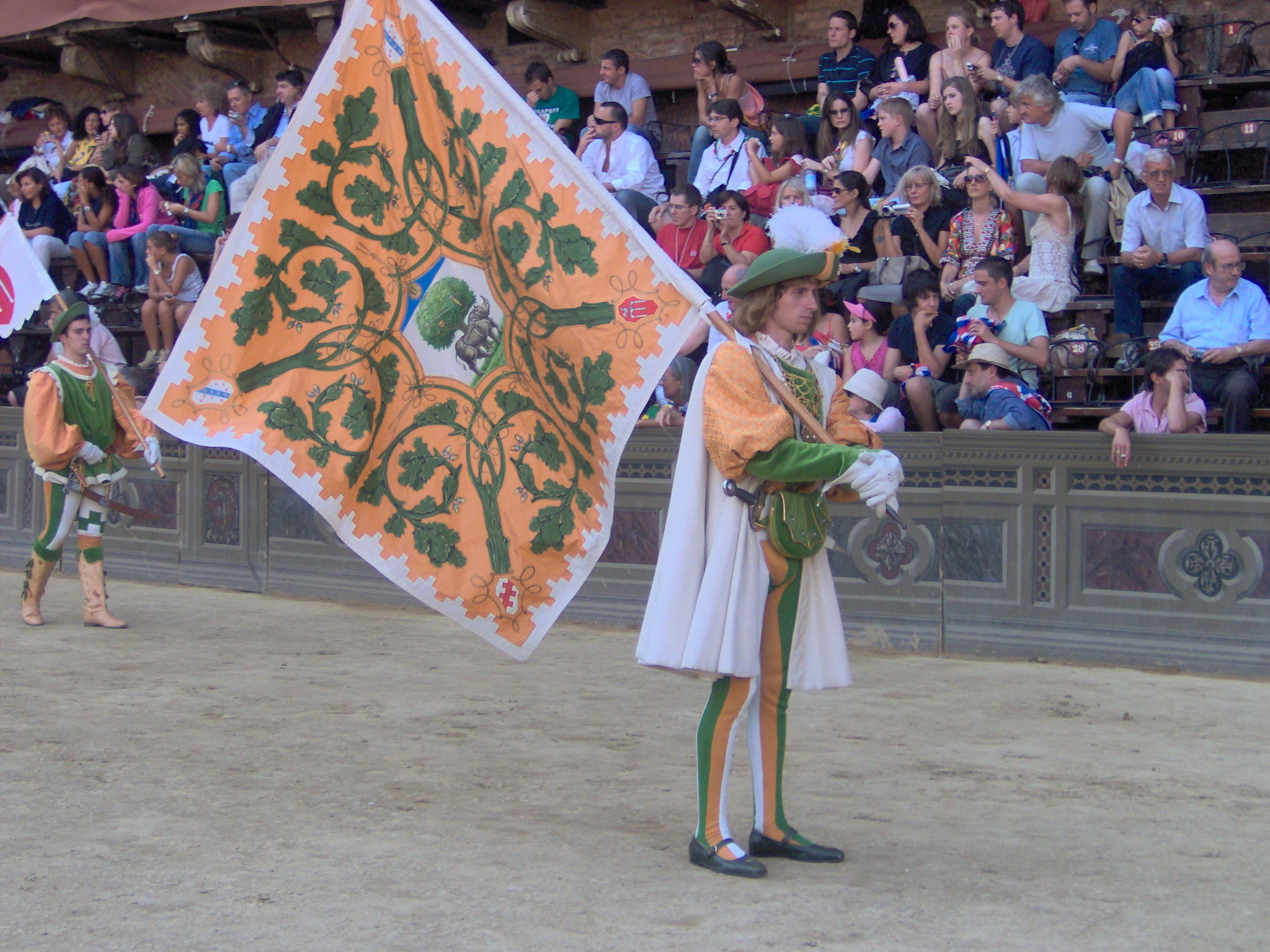
Le insegne della Selva

La Selva fu suo malgrado protagonista di un Palio assai cruento, quello del 16 agosto 1919, che culminò con l'accoltellamento del fantino Aldo Mantovani detto Bubbolo da parte di un contradaiolo della Selva, contrada per la quale il fantino aveva corso il Palio.
Il prologo del fattaccio si ebbe, con tutta probabilità, nel Palio di luglio di quell'anno, vinto dal Leocorno con Cispa su Giacca. Avendo vinto una contrada piccola, i soldi giunti alle consorelle furono pochi: e infatti la mancia data da Bubbolo al barbaresco della Selva, tale Calvani, fu alquanto misera e suscitò il malcontento del selvaiolo, che non credette alla buona fede del fantino, ritenendo che si fosse tenuto per sé la maggior parte della somma.
Al Palio dell'Assunta i migliori cavalli toccarono alla Selva ed alla Tartuca. La dirigenza selvaiola cercò di ingaggiare nuovamente Bubbolo il quale, probabilmente per gli screzi con il Calvani, preferì accettare l'offerta della Tartuca, provocando le ire dei selvaioli. Dopo la prima prova, corsa da un giovane, nella Selva arrivò il blasonato Nappa, il quale però fu subito sostituito perché ritenuto venduto alla Tartuca. Alla provaccia a vestire il giubbetto arancio-verde fu così il giovane Randellone. Questi, forse per precise indicazioni della dirigenza selvaiola, durante la corsa provocò in maniera palese Bubbolo.
I due, scesi da cavallo, se le diedero di santa ragione scatenando una rissa che coinvolse molti contradaioli della Selva e della Tartuca. In seguito a questi fatti, per evitare ulteriori tumulti, le autorità decisero di squalificare immediatamente i due fantini. Le due contrade furono costrette a cercare in fretta una nuova monta. Nella Selva arrivò subito Domenico Leoni detto Moro, a conferma che il lavoro fatto da Randellone era ben studiato e finalizzato ad estromettere dalla carriera il temibile Bubbolo. La Tartuca ingaggiò Picino. La notizia della squalifica fu presa molto male da Bubbolo, che era sicuro di vincere. Poco prima dell'ingresso in Piazza del corteo storico, il fantino si recò insieme ad alcuni congiunti nella Selva. Arrivato a destinazione, il piccolo gruppo si trovò di fronte un manipolo di selvaioli, tutti ben conosciuti dallo stesso Bubbolo.
La discussione presto degenerò: volarono pugni, calci, bastonate, fino al momento in cui sbucò l'ex barbaresco Calvani, il quale sferrò una coltellata al fantino, forse per vendicarsi dei fatti del luglio precedente. Ben presto la rissa si placò, anche perché il Palio incombeva. Mentre Bubbolo si trovava in ospedale in gravi condizioni, la Selva vinse il Palio davanti alla Tartuca. Ma insieme con il Drappellone, arrivarono in contrada anche i carabinieri, i quali arrestarono il Calvani e prelevarono alcuni dirigenti selvaioli, che furono sentiti come testimoni dei fatti. Il Calvani restò per qualche tempo in carcere; in seguito gli fu riconosciuta l'attenuante della provocazione.
Forse il conto più salato di questa vicenda lo pagò proprio la Selva che tornò al successo solo nel 1953, dopo ben trentaquattro anni dalla maledizione di Bubbolo.

## Alleanze sciolte
- Drago, dal 1824 al 1979
- Pantera, dal 1780 al 1789
- Torre, dal 1790 al 1960

## Una contrada senza rivali

### Rivalità passate
- Pantera, almeno dal 1745 al 1900 circa

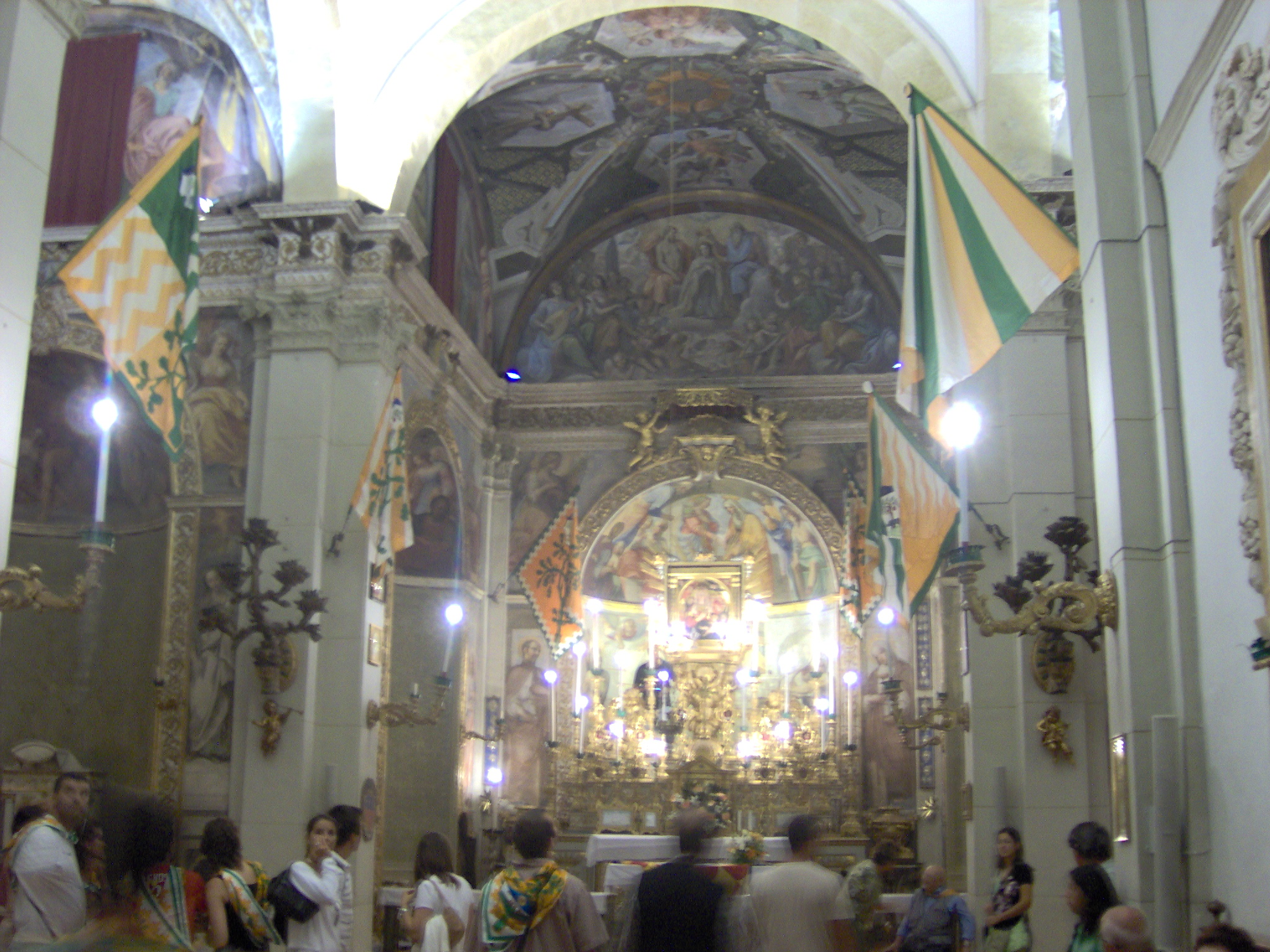
La chiesa di San Sebastiano, già delle monache Gesuate, oratorio della contrada

La Selva non ha attualmente una nemica ufficiale. Ebbe in passato un'accesissima rivalità con la confinante Pantera, e le cause furono di carattere territoriale.

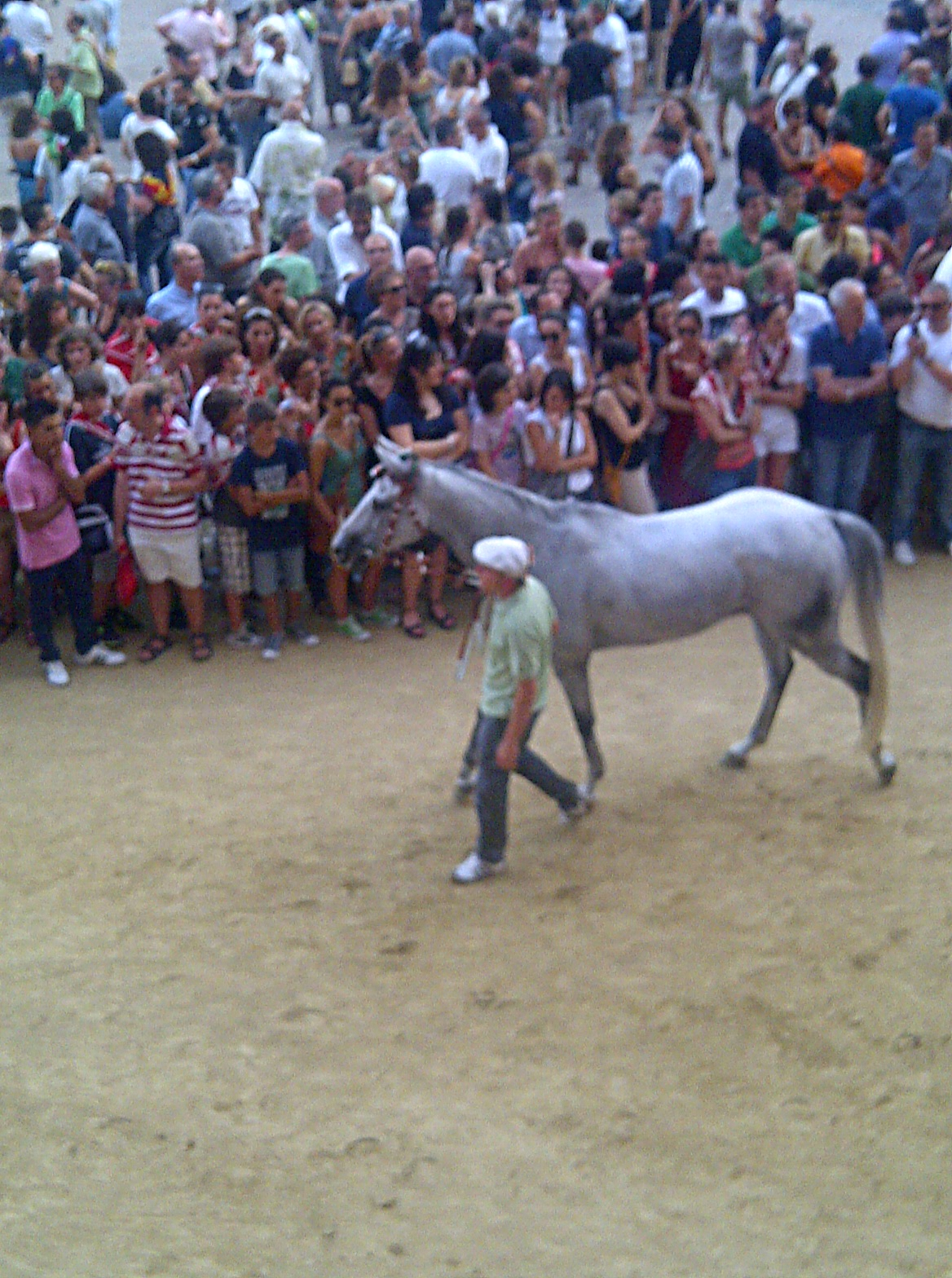
Indianos, toccato in sorte alla Selva nel Palio del 2 luglio 2012

La prima vicenda rilevante si lega al Palio straordinario del 4 ottobre 1745: la cavalla della Selva, che era prima, fu fermata dalle bastonate della Grifa, una panterina scesa in pista per favorire la sua Contrada, che infatti si aggiudicò la vittoria col fantino Masino. La Grifa fu arrestata, e i rapporti tra le due contrade rimasero immutati fino al 1786: in quell'anno sorsero dei problemi riguardanti l'utilizzo della Chiesa dei Tessitori, sede della Selva dal 1778, che si trovava però in territorio panterino. Nel luglio 1786 accadde che la Pantera fu costretta ad abbandonare la propria sede presso la Cappella di San Giovanni Decollato (inglobata nel nuovo cimitero).
Le autorità cittadine decisero di attribuire alla contrada la nuova sede della Chiesa dei Tessitori, sottraendola pertanto alla Selva, alla quale fu assegnata la Chiesa di San Desiderio.
L'inimicizia fra le due contrade divenne accesa; nel 1813 la Pantera lasciò volontariamente la Chiesa dei Tessitori trasferendosi presso San Quirico. Nonostante ciò, la Chiesa dei Tessitori non venne riassegnata alla Selva, ma fu sconsacrata ed allestita a magazzino.
Negli anni successivi, la rivalità fu spesso molto accesa anche sul tufo di Piazza del Campo. L'inimicizia non si placò: nel 1867 nacque uno scontro molto violento presso il "Fosso di Sant'Ansano", che portò ad una serie di vendette e ripicche. Quattro anni più tardi, un tale Antonio Mancianti, calzolaio selvaiolo, venne assassinato da un certo Bifino, contradaiolo della Pantera. Lo stesso Bifino fu trovato morto tre anni più tardi.
Dopo questi eventi tragici, le acque si placarono: la fine del secolo fu caratterizzata dall'attenuarsi graduale della rivalità, della quale rimane traccia ormai nei racconti dei contradaioli più anziani.

## Gemellaggi
- Cuneo[1]
- Caldana, frazione di Gavorrano[2]
- Quartiere Travaglio di Montalcino[3]

## Vittorie
| N° vittoria                   | Data              | Fantino                                 | Cavallo                          |
| ----------------------------- | ----------------- | --------------------------------------- | -------------------------------- |
| 1                             | 9 settembre 1685  | Pavolo Roncucci detto Pavolino          |                                  |
| 2                             | 2 luglio 1698     | Giuseppe Galardi detto Pelliccino       | Barbarino di Torrenieri          |
| Vittorie nel XVII secolo: 2   |                   |                                         |                                  |
| 3                             | 2 luglio 1707     | Giovan Battista Pistoi detto Cappellaro | Bufalino                         |
| 4                             | 16 agosto 1711    | Giuseppe Galardi detto Pelliccino       | Stornello                        |
| 5                             | 2 luglio 1715     | Giovan Battista Pistoi detto Cappellaro | Bolso                            |
| 6                             | 2 luglio 1730     | Antonio Corgnolini detto Pettinaio      | Rosino                           |
| 7                             | 22 settembre 1737 | Ceccone                                 | Morello di Buonconvento          |
| 8                             | 2 luglio 1739     | Giuseppe Rabazzi detto Carnaccia        | Baio scuro di Buonconvento       |
| 9                             | 2 luglio 1742     | Santi Pacini detto Boccino              | Stornello del Mascagni           |
| 10                            | 2 luglio 1743     | Domenico Laschi detto Bechino           | Morello sfacciato delle Donzelle |
| 11                            | 17 agosto 1750    | Francesco Manganelli detto Checchino    | Sauro del Giorgi                 |
| 12                            | 7 luglio 1754     | Cristofano Fumi detto Cristofanone      | Morello maltinto del Giannotti   |
| 13                            | 17 agosto 1794    | Isidoro Bianchini detto Dorino          | Morello del Giusti               |
| Vittorie nel XVIII secolo: 11 |                   |                                         |                                  |
| 14                            | 2 luglio 1840     | Francesco Santini detto Gobbo Saragiolo | Baio scuro del Rogani            |
| 15                            | 2 luglio 1865     | Giuseppe Paoli detto Mascherino         | Storno del Pisani                |
| 16                            | 16 agosto 1879    | Mario Bernini detto Bachicche           | Baia del Ceccarelli              |
| 17                            | 4 luglio 1880     | Antonio Salmoria detto Leggerino        | Baia del Ceccarelli              |
| 18                            | 2 luglio 1891     | Ulisse Betti detto Bozzetto             | Farfallina                       |
| 19                            | 2 luglio 1899     | Girolamo Vigni detto Pippìo             | Gallia                           |
| Vittorie nel XIX secolo: 6    |                   |                                         |                                  |
| 20                            | 16 agosto 1901    | Ernesto Felli detto Chiccone            | Sultana                          |
| 21                            | 16 agosto 1904    | Angelo Montechiari detto Spanziano      | Farfalla                         |
| 22                            | 16 agosto 1919    | Domenico Leoni detto Moro               | Stellina                         |
| 23                            | 16 agosto 1953    | Primo Arzilli detto Il Biondo           | Mitzi (scosso)                   |
| 24                            | 16 agosto 1955    | Romano Corsini detto Romanino           | Archetta                         |
| 25                            | 2 luglio 1960     | Rosario Pecoraro detto Tristezza        | Tanaquilla                       |
| 26                            | 2 luglio 1962     | Francesco Cuttone detto Mezz'etto       | Elena de Mores                   |
| 27                            | 16 agosto 1965    | Eletto Alessandri detto Bazza           | Arianna                          |
| 28                            | 16 agosto 1967    | Eletto Alessandri detto Bazza           | Selvaggia                        |
| 29                            | 16 agosto 1970    | Antonio Giorgi detto Baìno              | Ira                              |
| 30                            | 16 agosto 1974    | Andrea Degortes detto Aceto             | Panezio                          |
| 31                            | 3 luglio 1978     | Silvano Vigni detto Bastiano            | Urbino de Ozieri                 |
| 32                            | 7 settembre 1980  | Silvano Vigni detto Bastiano            | Panezio                          |
| 33                            | 2 luglio 1987     | Guido Tomassucci detto Bonito da Silva  | Vipera                           |
| 34                            | 9 settembre 2000  | Giuseppe Pes detto Il Pesse             | Urban II                         |
| Vittorie nel XX secolo: 15    |                   |                                         |                                  |
| 35                            | 2 luglio 2003     | Antonio Villella detto Sgaibarre        | Zodiach                          |
| 36                            | 16 agosto 2006    | Alberto Ricceri detto Salasso           | Caro Amico                       |
| 37                            | 2 luglio 2010     | Silvano Mulas detto Voglia              | Fedora Saura                     |
| 38                            | 17 agosto 2015    | Giovanni Atzeni detto Tittìa            | Polonski                         |
| 39                            | 16 agosto 2019    | Giovanni Atzeni detto Tittìa            | Remorex (scosso)                 |
| 40                            | 2 luglio 2023     | Giovanni Atzeni detto Tittìa            | Violenta da Clodia               |
| Vittorie nel XXI secolo: 6    |                   |                                         |                                  |